# Le Mayet-de-Montagne
Le Mayet-de-Montagne je naselje in občina v osrednjem francoskem departmaju Allier regije Auvergne. Leta 1999 je naselje imelo 1.598 prebivalcev.

## Geografija
Kraj leži v hribovitem delu pokrajine Bourbonnais 25 km južno do jugovzhodno od Vichyja.

## Administracija
Le Mayet-de-Montagne je sedež istoimenskega kantona, v katerega so poleg njegove vključene še občine Arronnes, La Chabanne, Châtel-Montagne, Ferrières-sur-Sichon, La Guillermie, Laprugne, Lavoine, Nizerolles, Saint-Clément in Saint-Nicolas-des-Biefs s 4.586 prebivalci.
Kanton je sestavni del okrožja Vichy.